# الذي لا يقهر (قصيدة)
الذي لا يقهر (بالإنجليزية: Invictus)‏ هي قصيدة قصيرة للشاعر البريطاني ويليام إرنست هينلي (1849–1903) من العصر الفيكتوري. وقد كتبت عام 1875 ونُشرت عام 1888 في أول مجلد له من قصائده، كتاب آيات، في قسم الحياة والموت (أصداء).

## الخلفية
عندما كان هينلي يبلغ من العمر 16 عامًا، تطلبت ساقه اليسرى البتر بسبب المضاعفات الناجمة عن مرض السل.: 16 في أوائل سبعينيات القرن التاسع عشر، بعد البحث عن علاج لمشاكل ساقه الأخرى في مارغيت، قيل له إنها تتطلب نفسًا مشابهًا. إجراء.
بدلاً من ذلك، اختار السفر إلى إدنبرة في أغسطس 1873 لتجنيد خدمات الجراح الإنجليزي المتميز جوزيف ليستر، الذي كان قادرًا على إنقاذ ساق هينلي المتبقية بعد عدة تدخلات جراحية في القدم. أثناء تعافيه في المستوصف، تحرك لكتابة الآيات التي أصبحت قصيدة الذي لا يقهر "Invictus". استحضار لا يُنسى للرواقية الفيكتورية - «الشفة العليا الصلبة» للانضباط الذاتي والثبات في الشدائد، والتي حولتها الثقافة الشعبية إلى سمة شخصية بريطانية - "Invictus" لا تزال محكًا ثقافيًا.

## القصيدة
خارجا من الليل الذي يغطيني
أسود كحفرة من القطب إلى القطب
أشكر الآلهة أيا كانت
على نفسي التي لا تقهر
في قبضة الظروف الموحشة
ما جفلت لحظة ولا بكيت
تحت هراوات القدر
رأسي مغسول بالدم لكنه لا ينحني
خلف أرض السخط والدموع
لا تلوح إلا رهبة الظل
ولكن وعيد السنين
يجدني وسيجدني غير خائف
لا يهمني أن الباب ضيق
لا يقلقني أن لفافة الأحكام زاخرة بالعقاب
أنا سيد قدري
أنا ربّانُ روحي